# Johan Ludvig Runeberg
Johan Ludvig Runeberg (5. února 1804, Jakobstad, finsky, Pietarsaari – 6. května 1877, Porvoo) byl švédsko- finský kněz, profesor a romantický básník. Ačkoliv psal svá díla švédsky je považován za finského národního básníka. Měl ovšem také velký vliv na švédskou literaturu.

## Život
Runeberg se narodil v Jakobstadu (finsky Pietarsaari) ve Finsku do švédsky mluvící rodiny. Jeho rodiče byli finští Švédové, námořní kapitán Lorentz Ulrik Runeberg a Anna Maria, rozená Malmová. Rodina nebyla příliš bohatá, ale měla řadu významných příbuzných, z nichž nejslavnější byl Jacob Tengström, jmenovaný biskupem (později arcibiskupem) v Turku v roce 1803.
V osmi letech byl poslán ke svému strýci do Oulu, kde navštěvovat základní školu. Poté strávil tři roky na gymnáziu ve Vaasa a roku 1822 začal studovat na Císařské akademii v Turku. Zde se seznámil s Johanem Vilhelmem Snellmanen a našel nové podněty v romantickém nacionalismu turkuské romantiky. Během studií si přivydělával jako soukromý vychovatel v Saarijärvi, kde se seznámil s krajinou vnitrozemí, finským rolnictvem, jeho životem a písněmi, s lidovými hrdinskými příběhy i vzpomínkami na rusko-švédskou válku v letech 1808-09. Podařilo se mu našetřit si peníze a díky tomu a také díky stipendiu se mu roku 1827 podařilo dostudovat a získat titul doktora filozofie..
Když byla univerzita na podzim 1828 převedena do Helsinek, Runeberg se rovněž přestěhoval s cílem pokračovat ve své akademické kariéře. Nejprve se živil jako novinář, pracoval také jako asistent univerzitního senátu a dával soukromé hodiny (například učil Zachariase Topelia). V roce 1830 mu jeho pojednání o srovnání Médey od Eurípida a Senecy vyneslo místo lektora rétoriky, předmětu, který zahrnoval výuku literatury, stylu a vedení studentů při psaní. Specializoval se na řeckou literaturu, která se stala podnětem k jeho vlastní básnické tvorbě. V tomto roce vydal také svou první básnickou sbírku Dikter (Básně).
V roce 1831 se oženil se svou sestřenicí z druhého kolena Fredrikou Charlottou Tengströmovou, se kterou měl osm dětí, z nichž přežilo šest chlapců. Fredrika sama byla spisovatelkou a novinářkou a společně s manželem byli členy Sobotního spolku (Lauantaiseura), který vedl jejich společný příbuzný profesor Johan Jakob Tengström. V tomto roce také společně s dalšími mladými univerzitními učiteli založil Helsingfors Lyceum, první moderní finskou soukromou internátní školu vyučující ve švédštině. V následujícím roce začal vydávat nový čtrnáctideník Helsingfors Morgonblad, ve kterém se svou ženou informovali o světovém dění pomocí zahraničních novin, z nichž si vybírali a překládali vhodné úryvky.

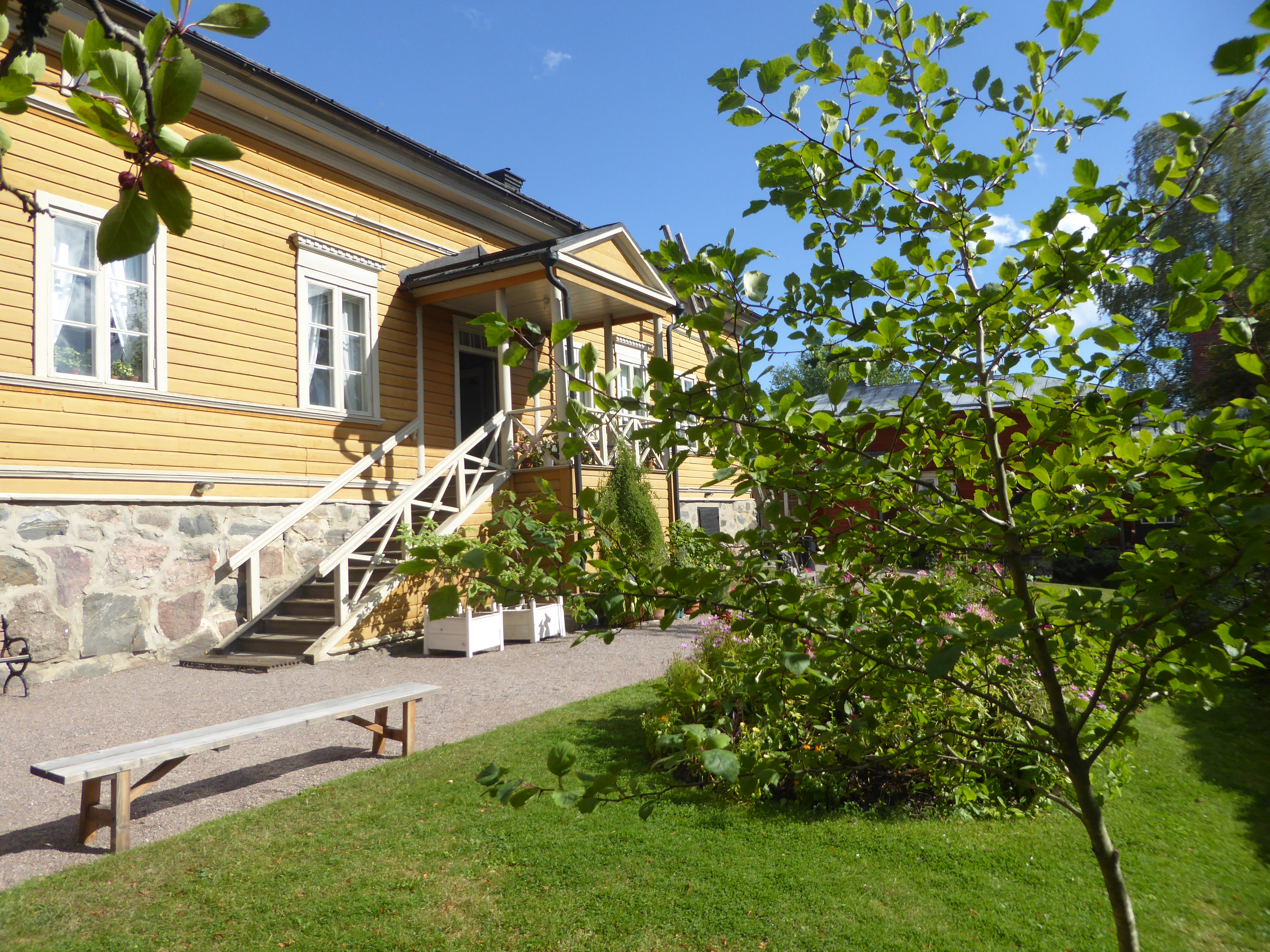
Runebergovo muzeum zřízené v jeho domě v Porvoo

V roce 1837 získal Runeberg stálé místo učitele římské literatury na gymnáziu v Borgå (finsky Porvoo). Tato funkce zahrnovala i členství v katedrální kapitule diecéze Borgå, a proto byl Runeberg v roce 1838 vysvěcen na kněze. Od roku 1842 vyučoval na gymnáziu i řeckou literaturu, roku 1844 získal titul čestného profesora a v letech 1847 až 1850 byl ředitelem gymnázia. Založil zde také roku 1838 spolu s dalšími Borgå Tidning, noviny vcházející dvakrát týdně, do kterých přispíval až do roku 1848.
Jako básník si Runeberg brzy získal vynikající pověst nejen ve Finsku, ale i ve Švédsku a koncem 30. let také v Rusku, kde se mu říkalo „finský Puškin“. Jako první švédský spisovatel spojil své dílo s osudem finského národa a zvěčnil v něm ideál finského národního obrození. Všechny jeho knihy byly proto přeložena do finštiny. Kromě lyriky vydal i epické cykly, ve kterých se snažil zobrazit národní hrdost a sebevědomí finského národa. Ve svých básních, inspirovaných lidovou poezií, spojoval romantické postupy s realistickými motivy a podal v nich harmonicky přesný obraz života a zvyklostí venkovského lidu. Za jeho nejvýznamnější dílo je považován epos Kung Fjalar (1844, Král Fjalar) odehrávající se ve vikingské době, a lyricko-epický cyklus Fänrik Ståls sägner (dva díly, 1848, 1860, Vyprávění praporčíka Ståla) tematicky čerpající ze švédsko-ruské války z let 1808-1809..

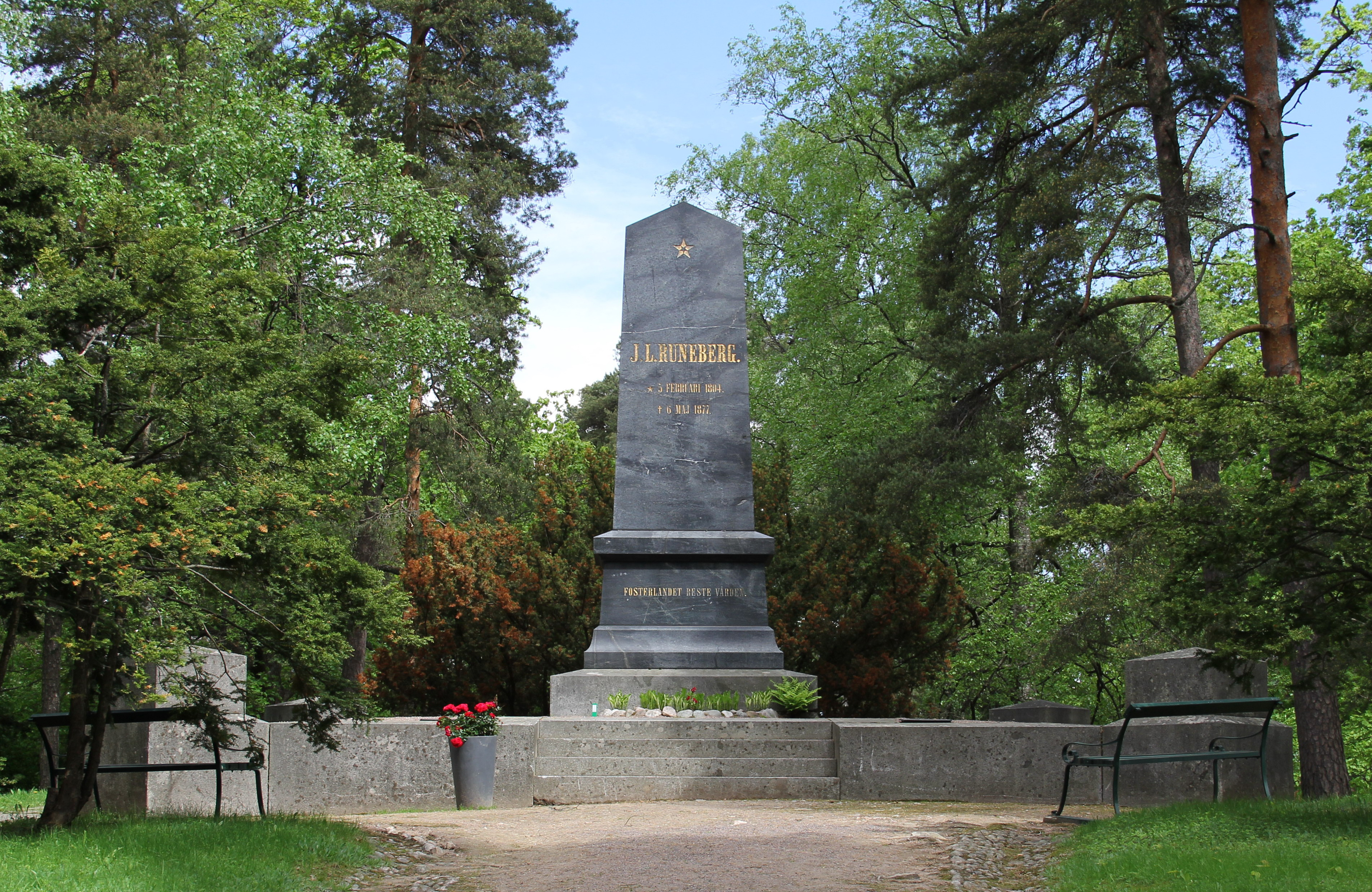
Runebergův hrob v Porvoo

Roku 1851 podnikl takřka triumfální a jedinou svou zahraniční cestu do Švédska, kde získal rovněž pověst národního básníka. Velkou část 50. let pak věnoval práci na luteránském zpěvníku a psaní hymnů. Revidoval mnoho starších hymnů a sám jich napsal šedesát dva. V roce 1857 odešel do důchodu a s rodinou žil ze své penze a z honoráře za vydání zpěvníku. Během lovecké výpravy v roce 1863 byl postižen mrtvicí, ochrnul, byl upoután na lůžko a nemohl posledních třináct let svého života psát. Zemřel roku 1877 v Porvoo. Básníkova smrt byla příležitostí k národnímu smutku.

## Výběrová bibliografie

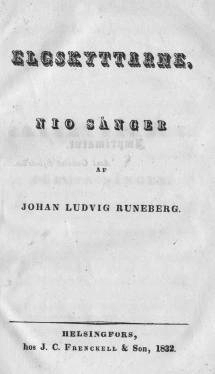
Lovci losů, první vydání z roku 1832

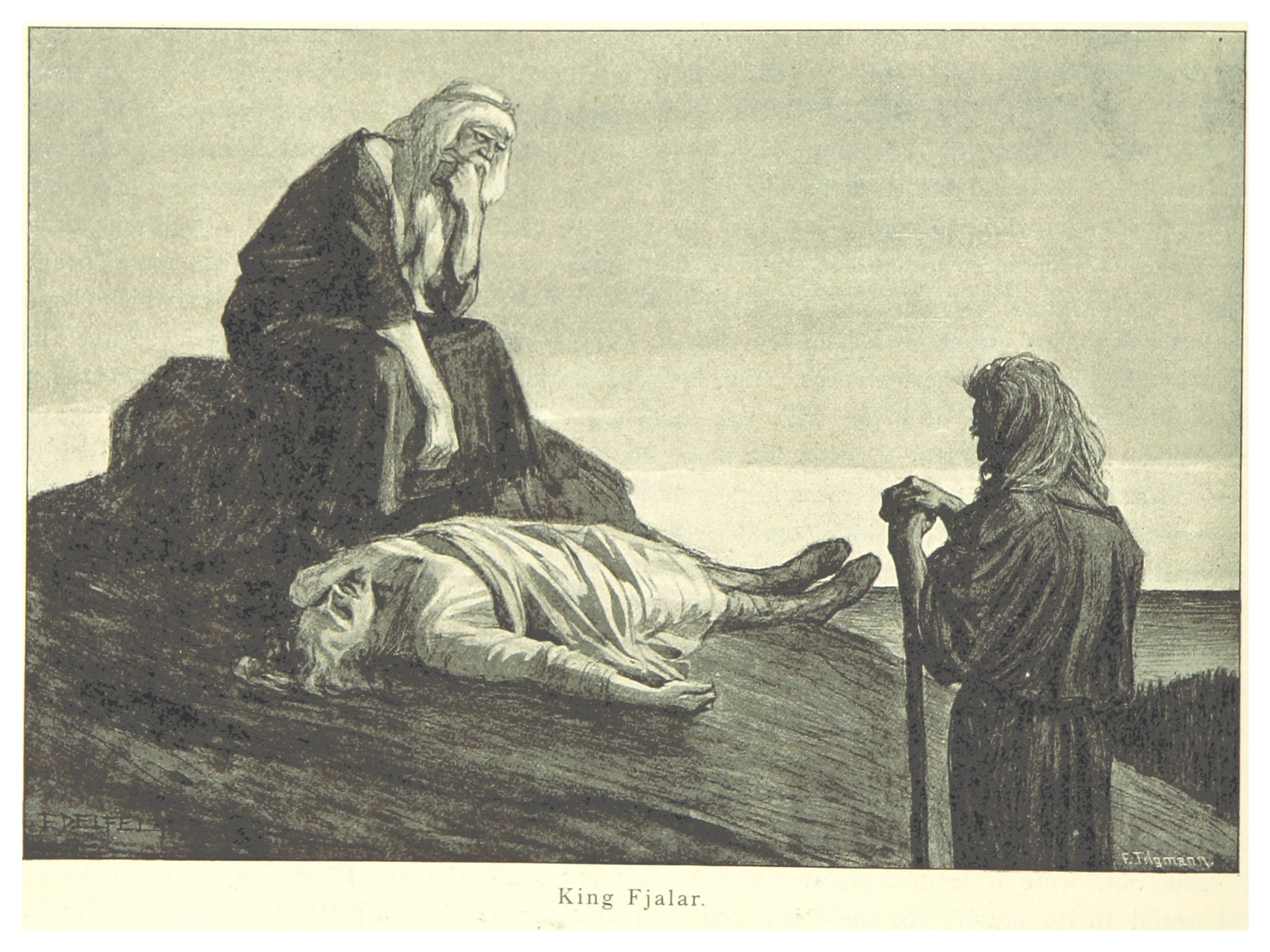
Král Fjalar, ilustrace Alberta Edelfelta

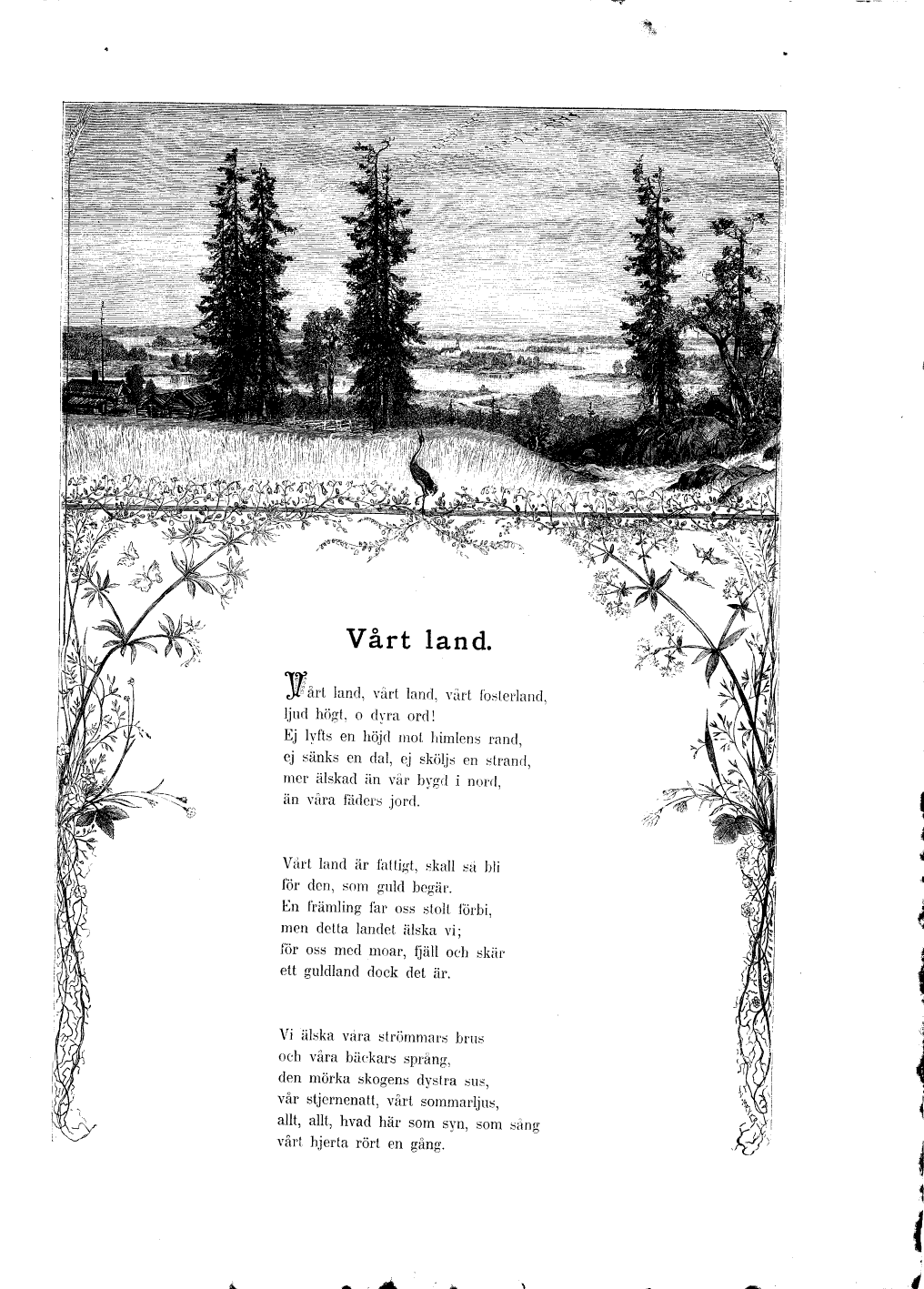
Vyprávění praporčíka Ståla, úvodní stránka vydání z roku 1886 s finskou národní hymnou

- Dikter (1830, Básně), sbírka romantických lyrických básní, které odráží básníkovu lásku k finské krajině a ke skromnému a vytrvalému horskému lidu. Autor v ní kombinuje tradice evropského klasicizmu a romantismu a zejména pak klasického antického básnictví, především Horatiových ód. Její význam tkví také v tom, že znamenala počátek rozkvětu vydávání poezie ve Finsku, protože do té doby vycházely ve Finsku sbírky poezie jen ojediněle.[6]
- Serbiska folksånger (1830, Srbské lidové písně), překlad z němčiny. [7]
- Grafven i Perrho (1831, Hrob v Perrho), veršovaná romance z finského života.[4]
- Elgskyttarne (1832, Lovci losů), delší epická idylická báseň v hexametrech obsahující úvahy o manželství a lásce a podávající harmonický a téměř etnograficky přesný obraz života a zvyklostí venkovského lidu.[3]
- Dikter. Andra Häftet (1833, Básně. Druhý sešit), ve druhé básníkově sbírce se již objevují realističtější motivy.[3]
- Friaren från landet (1834, Nápadník z venkova), neúspěšná komedie, s jejíž úrovní byl nakonec nespokojen i sám autor.[8]
- Hanna (1836), dílo připomíná idylické německé eposy té doby. Hlavní postavou je dcera duchovního. Její bratr a jeho přátelé přijedou z univerzity na venkovskou faru a společně se vydají na túru na vysokou horu, během níž se za letní noci probudí láska mezi jedním z hostů a Hannou, které ale zároveň láme srdce myšlenka na opuštění osamělého otce.[1]
- Julqvällen (1841, Štědrý večer), báseň je napsána hexametrem a má žánrové prvky idyly i hrdinského eposu. Odehrává se na Štědrý den na panství, kde panuje ponurá atmosféra, protože zeť starého majora je pryč. Bojuje v rusko-turecké válce a všichni jej považují za mrtvého. Pravou váboční náladu přinese na panství až jeho nečekaný návrat.[9]
- Nadeschda (1841, Naděžda), tragická romantická básnická povídka o deviti zpěvech odehrávající se v Rusku v době Kateřiny Veliké. Naděžda je mladá a krásná dívka, do které se zamilují dva bratři a začnou soupeřit o její přízeň, což má tragické důsledky.[10]
- Dikter. Tredje Häftet (1843, Básně. Třetí sešit).[2]
- Kung Fjalar (1844, Král Fjalar), epos považovaný za vrchol básníkovy epické tvorby.[2], Dílo je ovlivněno antickým mýtem o Oidipovi a hrdinskými příběhy z období preromantismu a romantismu, jako jsou Ossianovy zpěvy (1765) od Jamese Macphersona nebo Frithiofs Saga (1825, Píseň of Frithiofovi) od Esaiase Tegnéra.[3] Fjalar je vikingský král, který věří pouze své moci a vůli. Má dvě děti: syna a dceru. Když mu je předpovězeno, že jeho rodina bude vyhlazena incestem, nechá dceru svrhnout z útesu do moře, aby zabránil splnění předpovědi. Dcera se však neutopí, je zachráněna, stane se schovankou krále keltského království Morven, kde žije jako princezna Oihonna. Fjalar stárne, ale jeho syn Hjalmar získává slávu svými válečnými činy. Když dotazí do Morvenu a zvítězí i tam, Oihonna se do něho zamiluje a stane se jeho nevěstou. Hjalmar však zjistí, že je to jeho sestra. Oihonna nemůže žít v takové hanbě a zabije se. Po návratu domů Hjalmar vše řekne otci a také spáchá sebevraždu. Fjalar přiznává porážku od vyšších sil a rovněž si vezme život.[11]
- Fänrik Ståls sägner (1848 a 1860, Vyprávění praporčíka Ståla), dvoudílný soubor lyricko-epických romancí a balad tematicky se vtahujících k rusko-švédské válce v letech 1808-1809, v důsledku které bylo Finsko odtrženo od Švédska a připojeno k Rusku. Soubor není považován za umělecký vrchol Runebergovy tvorby, je však jeho dílem nejpopulárnějším a nejvlivnějším. Získalo postavení reprezentativního díla finského národního obrození a úvodní báseň Vårt land, ve finském překladu Maamme (Má vlast) zhudebněná německým  skladatelem Fredrikem Paciem se stala finskou národní hymnou. Jednotlivé básně jsou předkládány jako praporčíkovy vzpomínky a reflexe a na pozadí náčrtu nejdůležitějších válečných událostí popisují osudy různých fiktivních i skutečných postav od prostých vojáků až po nejvyšší důstojníky.[12]
- Smärre berättelser (1854, Malé příběhy), povídky a eseje.[4]
- Förslag till Svensk psalmbok för de evangelisk-lutherska församlingarne i Storfurstendömet Finland (1857, Návrh švédského zpěvníku pro evangelicko-luteránské sbory ve Finském velkovévodství), návrh vzbudil z dogmatických důvodů odpor jak na straně pietistů, tak i uvnitř církve a nebyl nikdy přijat, což Runebergovi způsobilo doživotní hořkost.[13]
- Kan ej (1862, Nemůžu), neúspěšná sentimentální komedie.[13]
- Kungarne på Salamis (1863, Králové ze Salaminy), tragédie v řeckém antickém stylu zabývající se myšlenkou spravedlnosti.[1]

## Adaptace

### Hudba
Mnoho Runebergových básní bylo zhudebněno a především písně Jeana Sibelia dosáhly mezinárodní slávy.
Báseň Vårt land (1846, Má vlast) zhudebněná německým  skladatelem Fredrikem Paciem ve finském překladu Maamme od Paava Cajandera z roku 1848 a Julia Krohna z roku 1867 se stala finskou národní hymnou.
Anglický skladatel Arthur Goring Thomas napsal roku 1885 na libreto Juliana Sturgise operu Nadeshda.
Podle Vyprávění praporčíka Ståla vytvořil finský skladatel Henrik Otto Donner roku 1976 na libreto Bengta Ahlforse muzikál (operetu), což vyvolalo skandál a bouřlivou debatu, protože Runebergova předloha byla považována za neslučitelnou s operetním žánrem.

### Film a televize
- Fänrik Ståls sägner (1910, Vyprávění praporčíka Ståla), švédský krátký němý film, režie Carl Engdahl.[18]
- Fänrik Ståls sägner (1926, Vyprávění praporčíka Ståla), švédský němý film, režie John W. Brunius.[18]
- Vänrikki Stoolin tarinat (1939, Příběhy Vänrikkiho Stoola), finský film podle Vyprávění praporčíka Ståla, režie John W. Brunius a Roland af Hällström.[18]
- Sven Tuuva (1958), finský film podle básně Sven Dufva, která je součástí Příběhů praporčíka Ståla, režie Edvin Laine.[18]
- Maalaiskosija (1964, Nápadník z venkova), finský televizní film, režie Timo Bergholm.[18]
- Fänrik Ståls sägner (1981, Vyprávění praporčíka Ståla), finsko-švédské televizní zpracování muzikálu Henrika Otto Donnera, režie Bengt Ahlfors.[18][19]

## Ocenění

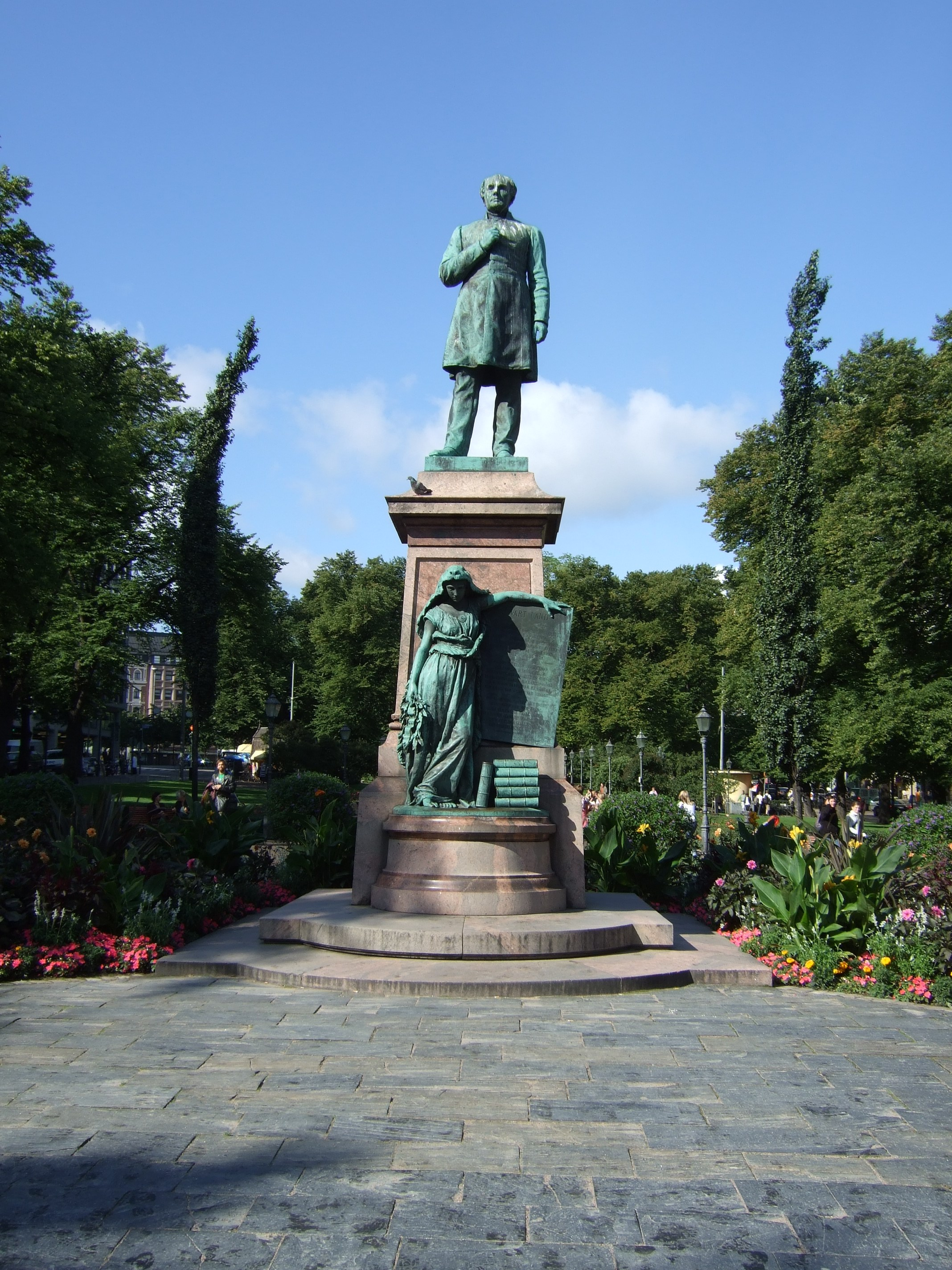
Runebergova socha v Helsinkách, dílo jeho syna Waltra z roku 1885.

Již během svého života obdržel Runeberg mnoho vyznamenání včetně komandéra velkokříže Řádu polární hvězdy roku 1873. Stal se také členem Švédské královské akademie a Carské akademie umění. Runebergův dům byl koupen od dědiců z vládních fondů v roce 1880, zrestaurován a otevřen pro veřejnost jako muzeum v roce 1882. V Helsinkách byla roku 1885 odhalena jeho socha, dílo jeho syna Waltera (1838–1920).
Švédská literární společnost ve Finsku (Svenska Litteratursällskapet i Finland), založená roku 1885, převzala úkol uchovat Runebergovu památku. Jeho výroční oslava se každý rok 5. února v den Runebergova narození slaví jako tzv. „Runebergův den“ („Runebergin päivä“). S tímto dnem se pojí tzv. „Runebergovy dortíčky“ („Runebergintorttu“). Toto pečivo ochucené mandlemi je běžně dostupné v obchodech a jejich tradice pochází údajně od Runebergovy manželky Fredriky. Ta prý byla tak šetrná žena, že do svých dortíků přidávala chlebovou strouhanku, která je nezbytnou součástí receptu. Na básníkovy narozeniny se také od roku 1987 uděluje po něm nazvaná literární cena Runeberg-palkinto (Runebergova cena)

## Překlady do češtiny
- Král Fjalar (Kung Fjalar). Nový obzor, 4. ročník. Olomouc: Romuald Promberger 1914, č. 2, s. 66–68; č. 3, s. 123–126; č. 4, s. 163–168; č. 5–6, s. 226–230; č. 7-8, s. 289–292. Přeložil Bohumil Kyselý.
- V chladné pustě saarijarvské pláně (Bonden Paavo). Venkov, 15. ročník. Praha: Tiskařské a vydavatelské družstvo rolnické 1920, příl., s. 9. Přeložil Oldřich Heidrich, .
- Má zem (Vårt land). Malý čtenář, 59. ročník, Praha: Josef R. Vilímek 1939, č. 1, s. 7. Přeložil Břetislav Mencák.
- Štědrý večer (Julqvällen) – úryvek z epické skladby. In PALLAS, Gustav. Hvězdy severu. Kapitoly z kulturních dějin severských. Havlíčkův Brod: Jiří Chvojka 1948. S. 215–219. Přeložil Gustav Pallas.
- Labuť (Svanen), U pramene (Vid en källa) – dvě lyrické básně ze sbírek Dikter a Dikter II. In Bílé přeludy na vlnách. Antologie finské lyriky. Červený Kostelec: Pavel Mervart 2022. S. 73–76. uspořádal Michal Švec. Přeložil Michal Švec a Jan Dlask.